# Phoebastria irrorata
L'albatro vermicolato o delle Galapagos (Phoebastria irrorata Salvin, 1883) è l'unico membro della famiglia dei Diomedeidi che vive in prossimità dei tropici. Quando deve nutrirsi, segue una rotta in linea retta verso un unico sito al largo delle coste del Perù, circa 1000 km ad est. Tranne che nella stagione degli amori, risiede principalmente sulle coste ecuadoregne e peruviane. La durata della sua vita può raggiungere i 40-45 anni.

## Descrizione

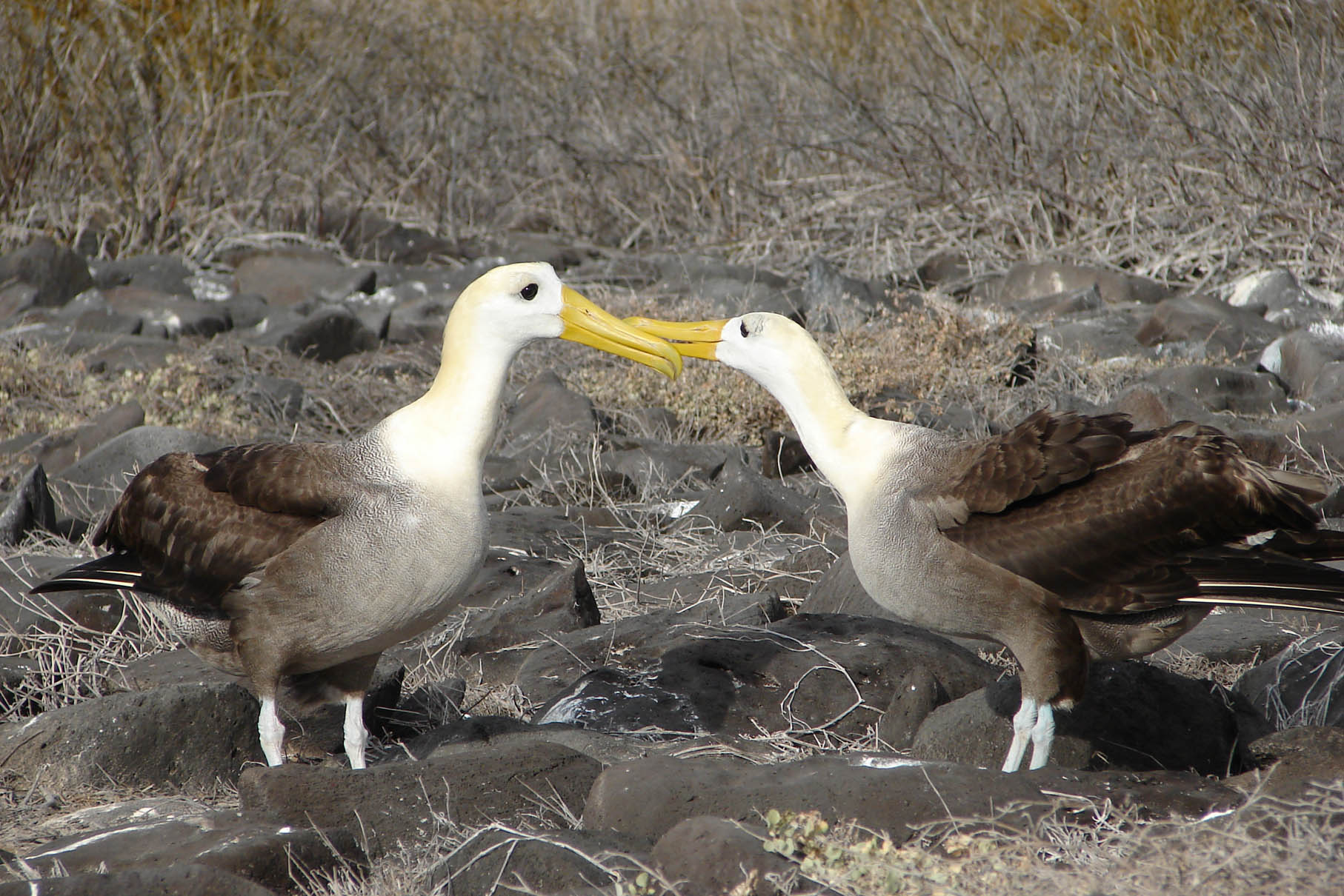
Rituale di corteggiamento.

È un albatro di medie dimensioni, lungo circa 86 cm, del peso di 3,4 kg e con un'apertura alare di 2,27 m. È facilmente riconoscibile per il collo e la testa di color crema-giallastro, che risaltano in modo particolare col corpo, il quale è in gran parte marroncino. Caratteristico è anche il lungo becco giallo brillante; esso appare piuttosto sproporzionato rispetto alla piccola testa e al collo, lungo e snello. I pulcini sono ricoperti da un folto piumino bruno.

## Alimentazione
L'albatro vermicolato si nutre soprattutto di pesci, calamari e crostacei. Inoltre alcuni esemplari sono stati visti frugare tra i rifiuti e mangiare il cibo rigurgitato da altri uccelli. Per nutrirsi, l'albatro vermicolato si dirige verso alcuni luoghi nell'oceano dove le sue prede affiorano verso la superficie. Quando deve portare il cibo ai pulcini, può spingersi fino a 100 km di distanza per procurarsi il nutrimento necessario.

## Riproduzione

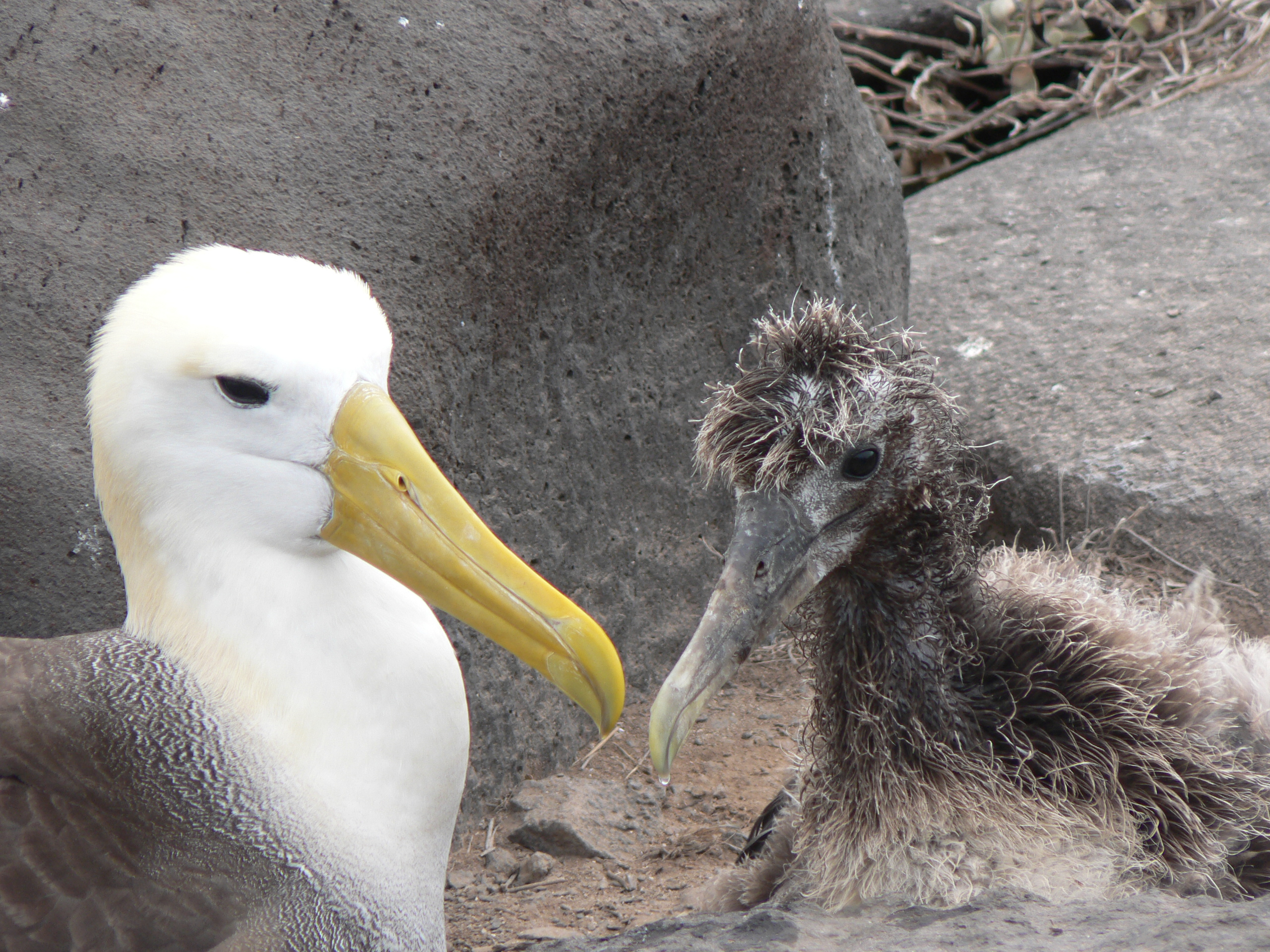
Adulto e pulcino.

L'albatro vermicolato si riproduce solamente sull'Isola di Española, nell'Arcipelago delle Galápagos. I nidi vengono edificati sulla lava e sono fatti di sassi e vegetali vari. Il corteggiamento, che avviene in un sito ben riparato, è molto spettacolare a vedersi e comprende una serie di movimenti del becco e l'emissione di sonori richiami. Le uova vengono deposte tra aprile e giugno e vengono covate per due mesi. Alla loro schiusa, i pulcini rimangono uniti insieme in piccole nursery mentre i genitori tornano in mare a pescare. Quando tornano, devono nutrire i piccoli con almeno 2 kg di olio. I giovani raggiungono le dimensioni degli adulti a dicembre e lasciano la colonia a gennaio. Le coppie rimangono unite fino alla morte di uno dei partner.

## Conservazione

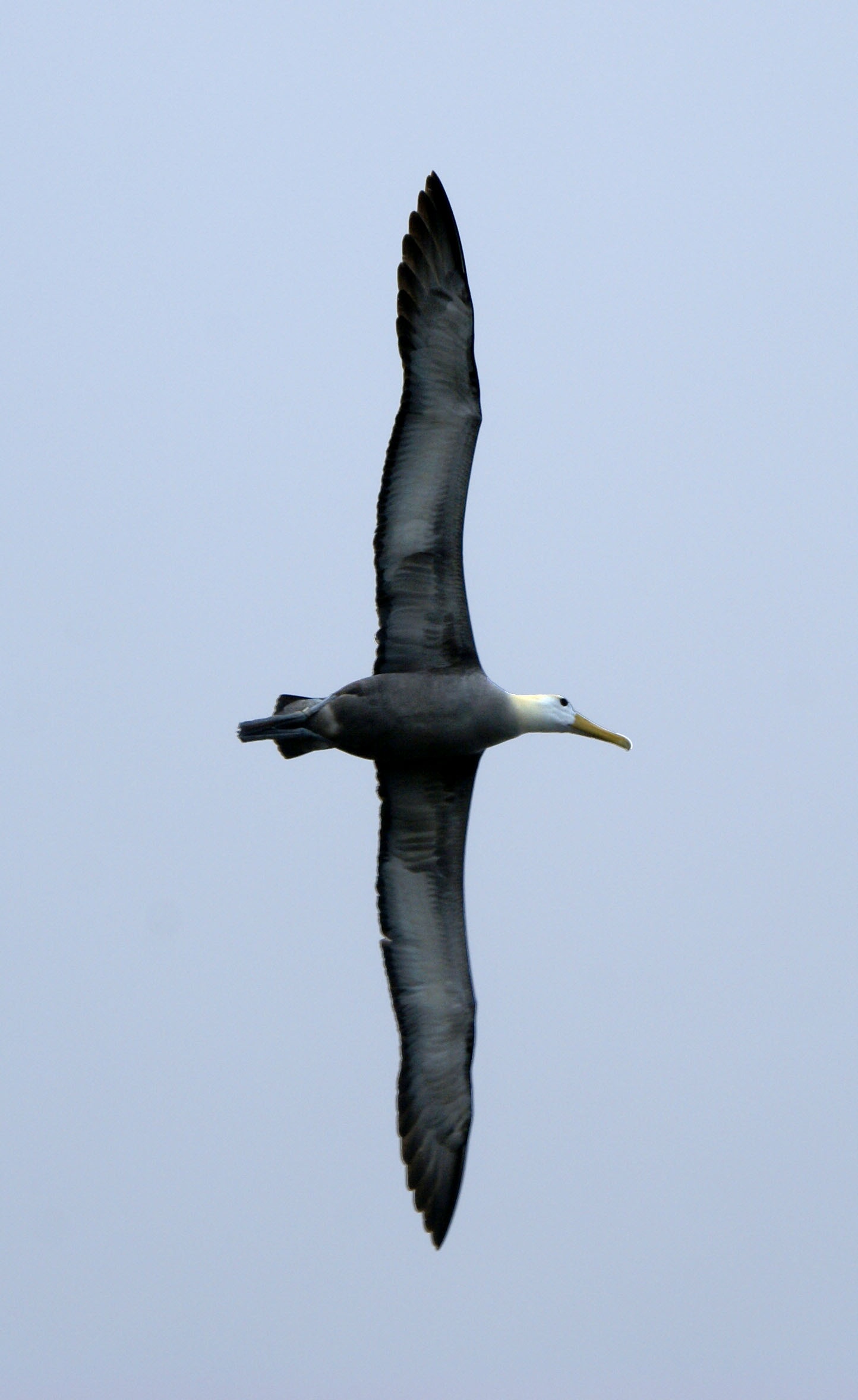
Albatro vermicolato in volo.

La popolazione che risiede alle Galápagos è protetta da un apposito parco nazionale. Ciò nonostante, l'areale limitato, le catture accidentali nei palamiti, il disturbo provocato dal turismo, le malattie e la pesca illegale nei pressi delle isole costituiscono seri fattori di rischio per la sopravvivenza del volatile. Soprattutto la pesca coi palamiti sembra avere un grave impatto su quest'albatro, che nel 2000 era passato da Vulnerabile a Prossimo alla Minaccia nella Lista Rossa della IUCN. Nonostante nel 2001 sopravvivessero ancora 34.700 esemplari adulti, recentemente il loro numero è iniziato piano piano a scendere, probabilmente a causa dei palamiti, che hanno inoltre scompaginato la sex ratio (i maschi rimangono uccisi più di frequente). Dal momento che la situazione odierna rende l'albatro vermicolato così vulnerabile all'estinzione, nella Lista Rossa della Iucn del 2007 è stato classificato In Pericolo Critico.